# Nalpke

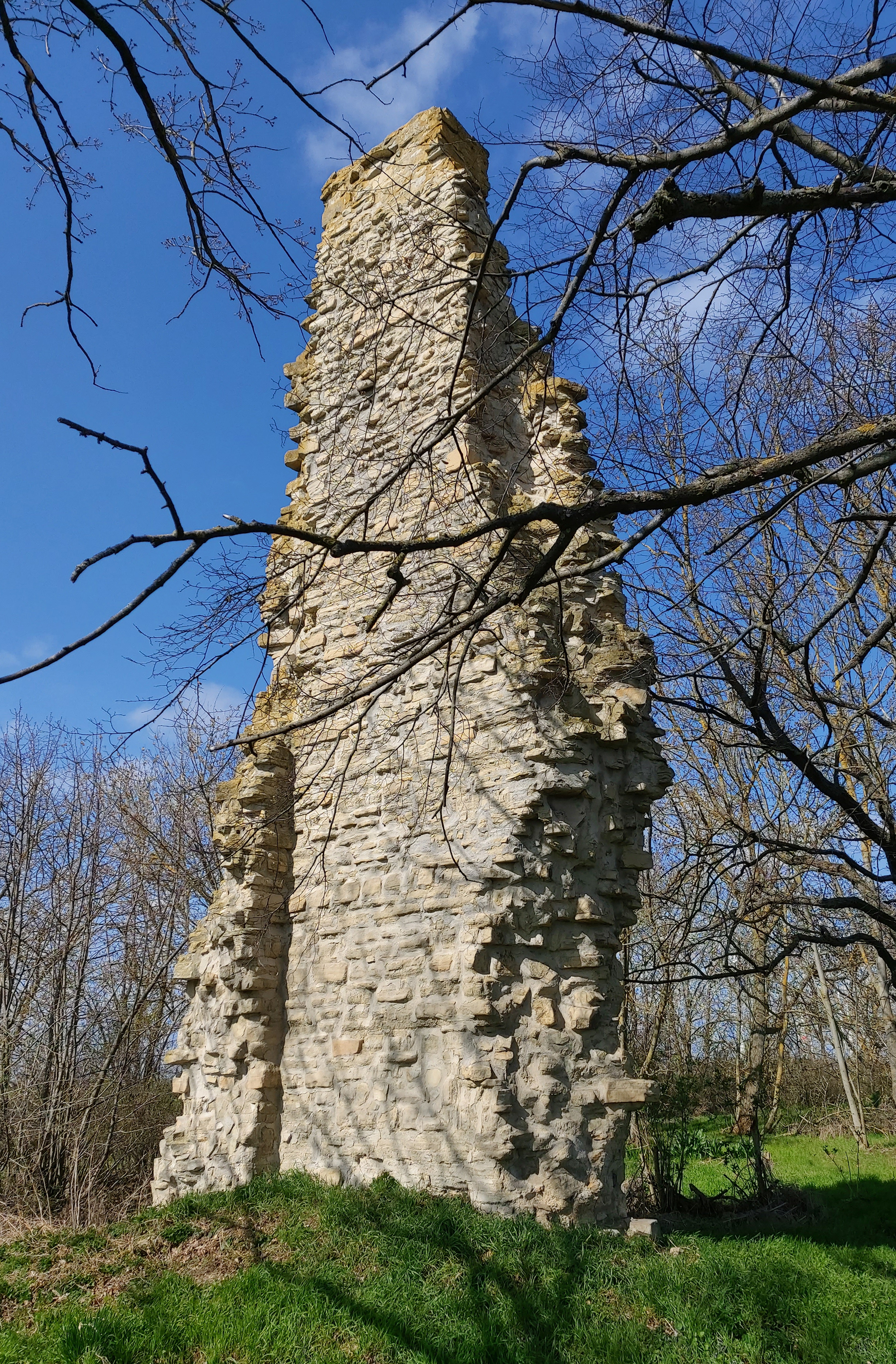
Nordwestecke des Kirchturms von Nalpke, 2021

Nalpke war eine städtische Ansiedlung (Kleinstadt) in der Magdeburger Börde, die vermutlich bis Mitte des 14. Jahrhunderts bewohnt war und heute nur noch als Wüstung existiert.
Die Wüstung Nalpke befindet sich südöstlich von Borne und Bisdorf, nördlich von Atzendorf im heutigen Sachsen-Anhalt. Oberirdisch sichtbar von Nalpke ist lediglich ein Teil der Nordwestecke des einstigen Kirchturms, der als Bodendenkmal geführt wird.

## Entstehung und Wachstum

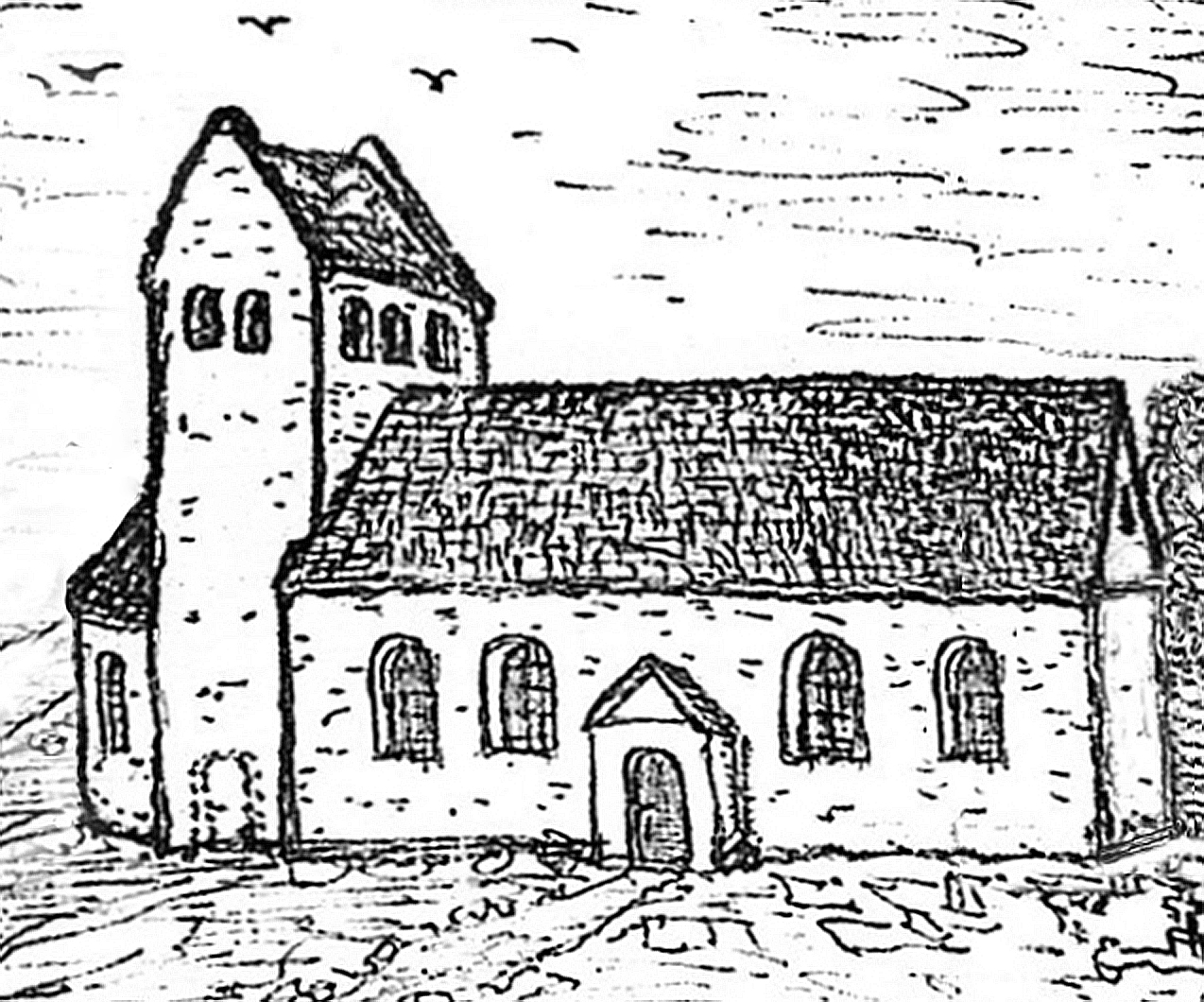
Näherungsweise bildliche Rekonstruktion der Kirche von Nalpke (Südseite um 1330)

Die älteste noch erhaltene urkundliche Erwähnung Nalpkes findet sich erst für das Jahr 1259, als Rudolf von Dingelstädt, der Erzbischof von Magdeburg, dem Domkapitel die Vogtei von 15 Hufen in Nalpke („villa Navelbeke“) schenkte. Diese war zudem explizit frei von erzbischöflicher Gerichtsbarkeit.
Demnach war Nalpke bereits vor 1259 Sitz einer Vogtei. Zur damaligen Zeit hatten Vögte nicht mehr nur die weltlichen, insbesondere ökonomischen Rechtsangelegenheiten von Klöstern und anderen kirchlichen Institutionen zu regeln bzw. diese vor Gericht zu vertreten. Insbesondere seit dem 10. und 11. Jahrhundert übten Vögte zunehmend auch die das Gebiet der Vogtei betreffenden Markt-, Münz- oder Zollrechte aus und prägten insofern die Strukturbildung regionaler Verwaltungssitze. Als Vogtei hatte Nalpke also eine regionale Bedeutung und es liegt nahe, dass es sich zu diesem Zeitpunkt bereits um eine größere, urbanisierte Ansiedlung gehandelt hat.
Denn während für die benachbarten Dörfer Borne und Bisdorf die ältesten urkundliche Erwähnungen bereits aus dem Jahr 946 sowie zahlreiche weitere Einträge über die Jahrhunderte vorliegen, sind für Nalpke nur wenige historische Quellen erhalten. Dabei sind für Borne und Bisdorf ausschließlich Belehnungsurkunden von Flächen für ca. 1–3 Hufen dokumentiert. Insofern wäre die enorme Größe von 15 Hufen, was einer Fläche des Ortes Nalpke (inklusive der Ackerflächen) von ca. 1,5 km² entspricht, für eine Ersterwähnung als Gründungsbeleg auffällig groß. Auch daraus lässt sich folgern, dass Nalpke zu diesem Zeitpunkt schon deutlich länger existiert haben muss. Die Gründung Nalpkes kann zwar nicht exakt datiert werden, jedoch liegt es nahe, dass sich die beiden kleineren Siedlungen Borne und Bisdorf um eine so große Ortschaft eher später entwickelten, Nalpke mithin mindestens vor 946 entstanden sein muss.
Dass Nalpkle als Vogteisitz eher eine städtische Ansiedlung war, stützen drei weitere Einträge aus den Jahren 1699 bis 1710. So berichtete u. a. der kurfürstliche Kommissar H. F. Hampe damals an die Regierung, dass Nalpke eine kleine Stadt gewesen zu sein scheint. Zu diesem Zeitpunkt ist Nalpke vermutlich schon seit 300 Jahren eine Wüstung und obwohl in Nalpke Häuser massiv abgerissen wurden, um Steine sowie Baumaterial für die umliegenden Orte, wie Borne, Bisdorf oder die Wassermühle in Rothenförde zu verwenden, waren noch immer 80–90 Häuser sichtbar erhalten. Auch wird das Erdbeben von 1577, welches sowohl das Kloster Marienstuhl in Egeln (ca. 10 km entfernt) als auch die Kirche St. Margareten in Borne stark beschädigte, den Zerfall der verlassenen Gebäude in Nalpke beschleunigt haben.

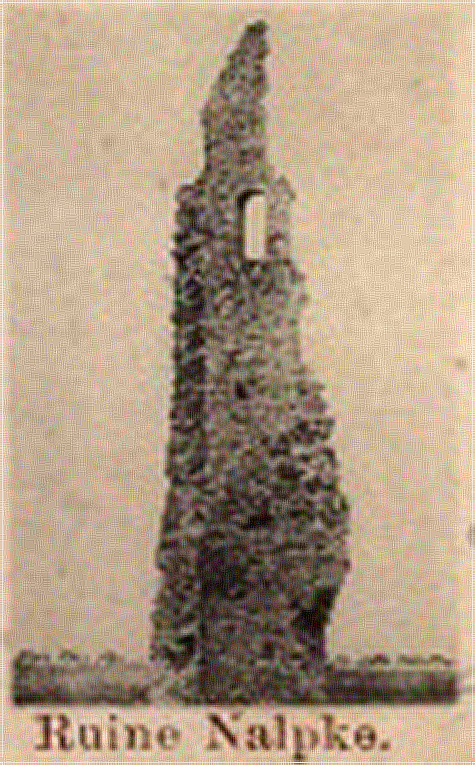
Nordwestecke des Kirchturms von Nalpke, 1898

Nalpke wird 1699 rückblickend explizit als „Städtgen“ und als „Flecken“ bezeichnet. Letzteres meint eine größere Ansiedelung mit zentralörtlichen Funktionen für die umliegenden Gemeinden, die teilweise mit städtischen Privilegien wie Marktrecht ausgestattet waren, auch teilweise als Minderstadt bezeichnet.
Ausgehend von 5,2 Personen in einem durchschnittlichen Haushalt des ländlichen Raumes im Spätmittelalter, ist bei min. 80–90 (noch erhaltenen) Feuerstellen/Häusern schätzungsweise von einer Bevölkerungszahl von mind. 500 Personen, eher deutlich mehr auszugehen. Zudem führte eine enge städtische Besiedelung auch zu einer höheren Bevölkerungsdichte und damit verbundenem Ansteckungsrisiko bei Infektionskrankheiten, was den relativ plötzlichen Untergang im Zuge der seinerzeitigen Pestepidemien plausibel erklären kann.

## Nalpker Burg

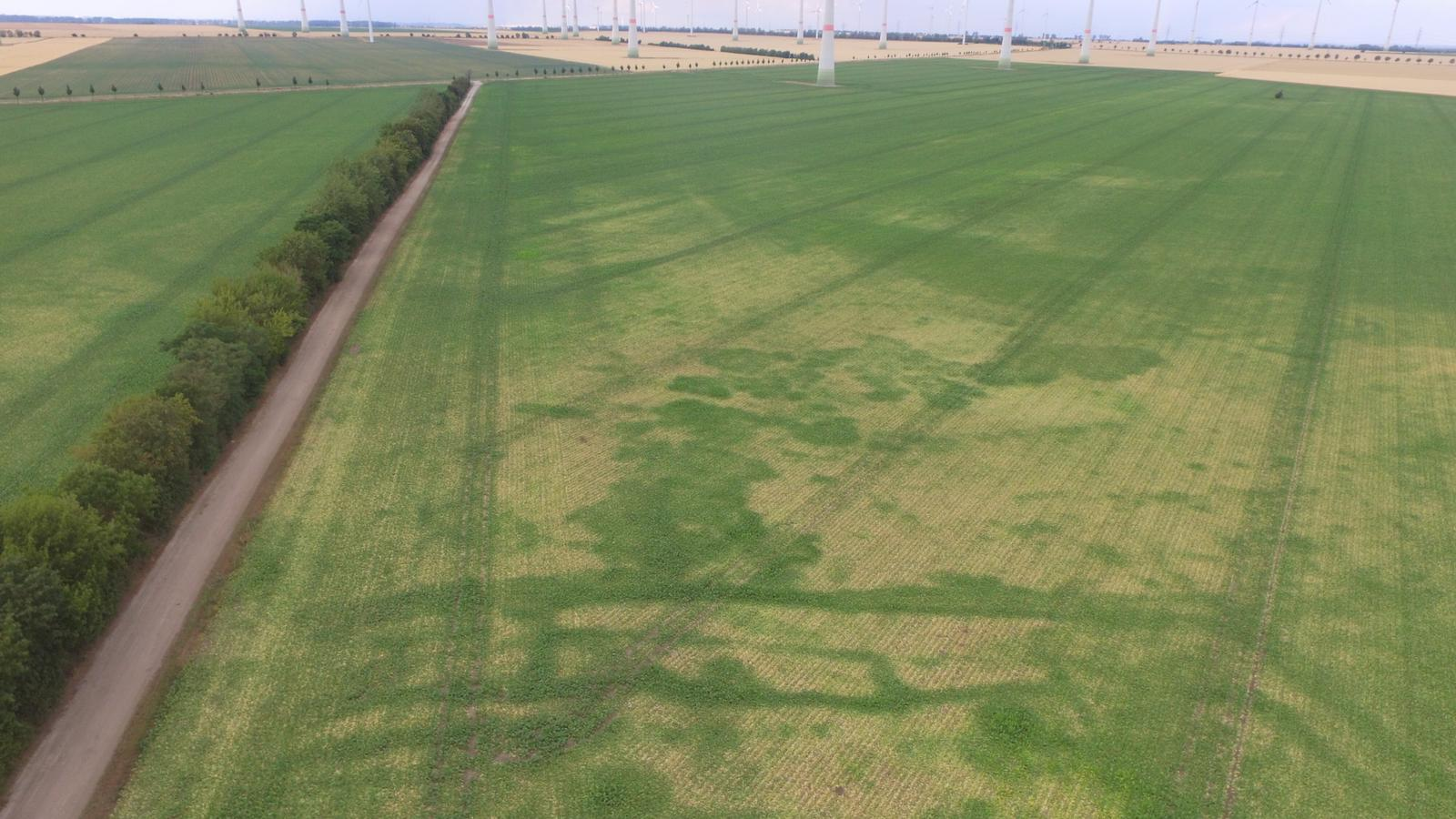
Blick aus Richtung des Kirchturms nach Norden. Die dunkelgrünen Strukturen und Flächen zeigen die Lage der ehemaligen Gebäude und (Stadt-)Mauern in Nalpke, deren Fundamente sich noch immer mehrere Meter unterhalb des heutigen Bodenniveaus befinden, 2020

Vor den Toren Nalpkes befand sich eine Burg bzw. Burganlage, um die sich der Ort sichelförmig anordnete. Es handelte sich um eine klassische Niederungsburg des Hochmittelalters, deren baulichen Umrisse und Strukturen auch heute noch anhand von Luftaufnahmen nachvollzogen werden können.

Zu erkennen sind mehrere Befestigungsgräben, ein Torbereich mit Aufweg zur Burg und Umfassungs- bzw. Schutzmauern, sowie Fundamente anderer Burggebäude (Vorburg). Zudem verfügte die Nalpker Burg über einen weithin sichtbaren Turm, der vermutlich auf einem Erdhügel errichtet wurde. Auch sein Standort ist durch Luftaufnahmen klar nachvollziehbar. Möglicherweise handelte es sich dabei um eine Turmhügelburg als Unterkategorie der Niederungsburgen, aber dieser Befund bedarf weiterer archäologischer Untersuchungen.

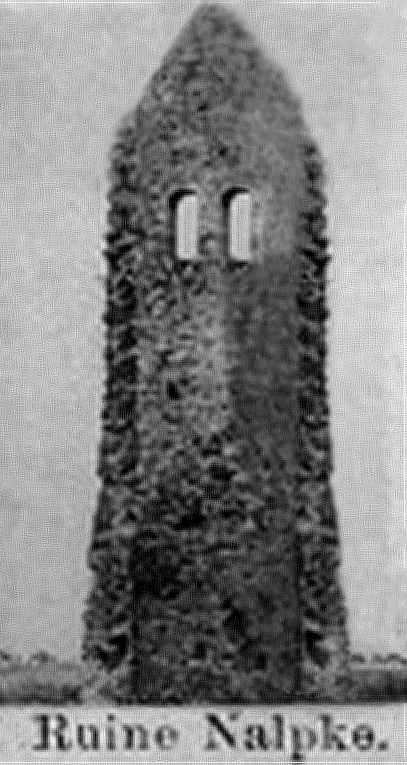
Digitale Rekonstruktion der Nordseite des Kirchturms von Nalpke

Eine solche Burg war als Burgvogtei oft der Sitz niederen Adels, der von dort aus Schutz- und Lehnsangelegenheiten für die umliegenden Dörfer regelte. Damit einher gingen zentralörtliche Funktionen, wie Markt- und Gerichtswesen. Insofern erfüllte Nalpke mit seiner Burg die mittelalterliche Aufgabe eines Burgwards.
Insgesamt bot das Städtchen Nalpke mit den hochaufragenden Türmen der Kirche und der Burg einen weithin sichtbaren Zentral- und Orientierungspunkt für die umliegenden Dörfer in der flachen Feldmark der Bördelandschaft.
Wann die Burg genau errichtet wurde, lässt sich mit dem jetzigen Kenntnisstand nicht exakt datieren. Ebenso kann über ihren Untergang nur spekuliert werden. Einerseits ist es möglich, dass die Burganlage zeitgleich mit der Wüstwerdung Nalpkes um 1350 ihrem Schicksal überlassen wurde. Anderseits ist auch ein früheres Schleifen der Burg möglich, da solche Anlagen im 14. Jahrhundert bereits ihre ursprüngliche Funktion aus ottonischer Zeit verloren hatten. Ein Beispiel für diesen Verlauf wäre die nahegelegene Niederungsburg Unseburg. Gewissheit aber kann auch hier nur eine tiefergehende archäologische Untersuchung bringen.

## Wüst-Werdung

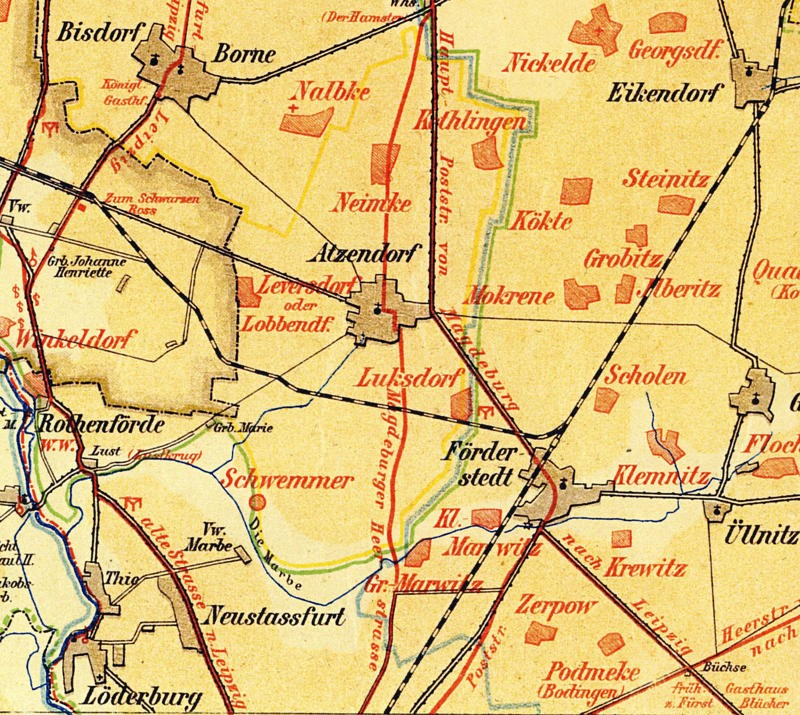
Wüstungskarte mit weiteren Orten, die im Laufe der Zeit in der Region untergegangen sind.

Wann Nalpke wüst wurde, kann nicht exakt datiert werden. In den ersten Visitationsprotokollen der Reformationszeit aus den Jahren 1562 bis 1564 wird es bereits nicht mehr erwähnt. Insofern kann mit an Sicherheit grenzender Wahrscheinlichkeit ausgeschlossen werden, dass es erst im Zuge des Dreißigjährigen Krieges zerstört wurde.
Gemäß heute noch kursierenden Erzählungen der örtlichen Bevölkerung seien die Bewohner des Ortes Nalpke einst der Pest zum Opfer gefallen und im Grabhügel „Langes Hoch“ (auch als Hünengrab bezeichnet) (51°56′41.42″ N, 11°33′52.37″ E) bestattet worden. Dies ist jedoch nicht belegt und zudem wenig plausibel. In der Liste der Bodendenkmale wird das Hünengrab zwar als Grabhügel geführt, allerdings als slawische Nachbestattung. 1905 wurden dort Grabungen vorgenommen, bei denen das Skelett eines ca. 10-jährigen Mädchens mit Perlen, jedoch keine weiteren menschlichen Knochen gefunden wurden. Zudem erscheint es wenig nachvollziehbar, weshalb die Pesttoten 1,5 km weit entfernt von Nalpke so nah am Dorfrand von Borne (damals ca. 300–400 m) bestattet worden sein sollen.
Ein Indiz dafür, dass der Ort bereits einer der zahlreichen Pestepidemien des 14. Jahrhunderts zum Opfer fiel, findet sich schließlich in einem Urkundenbucheintrag aus dem Jahr 1370. Dort ist bereits von „campo Nelebeke up der wusten marke“ die Rede, also von einem zu Nalpke gehörenden Feld/Acker auf der wüsten Fläche/Gemarkung. 1348–50 wurde die nahe gelegene Stadt Magdeburg Opfer einer besonders verheerenden, mehrere Monate andauernden Pestwelle. Vor diesem Hintergrund ist nach derzeitigem Forschungsstand spätestens von einer Wüstwerdung zwischen den 1340er und den 1350er Jahren auszugehen.

## Geschichtsforschung und Denkmalpflege

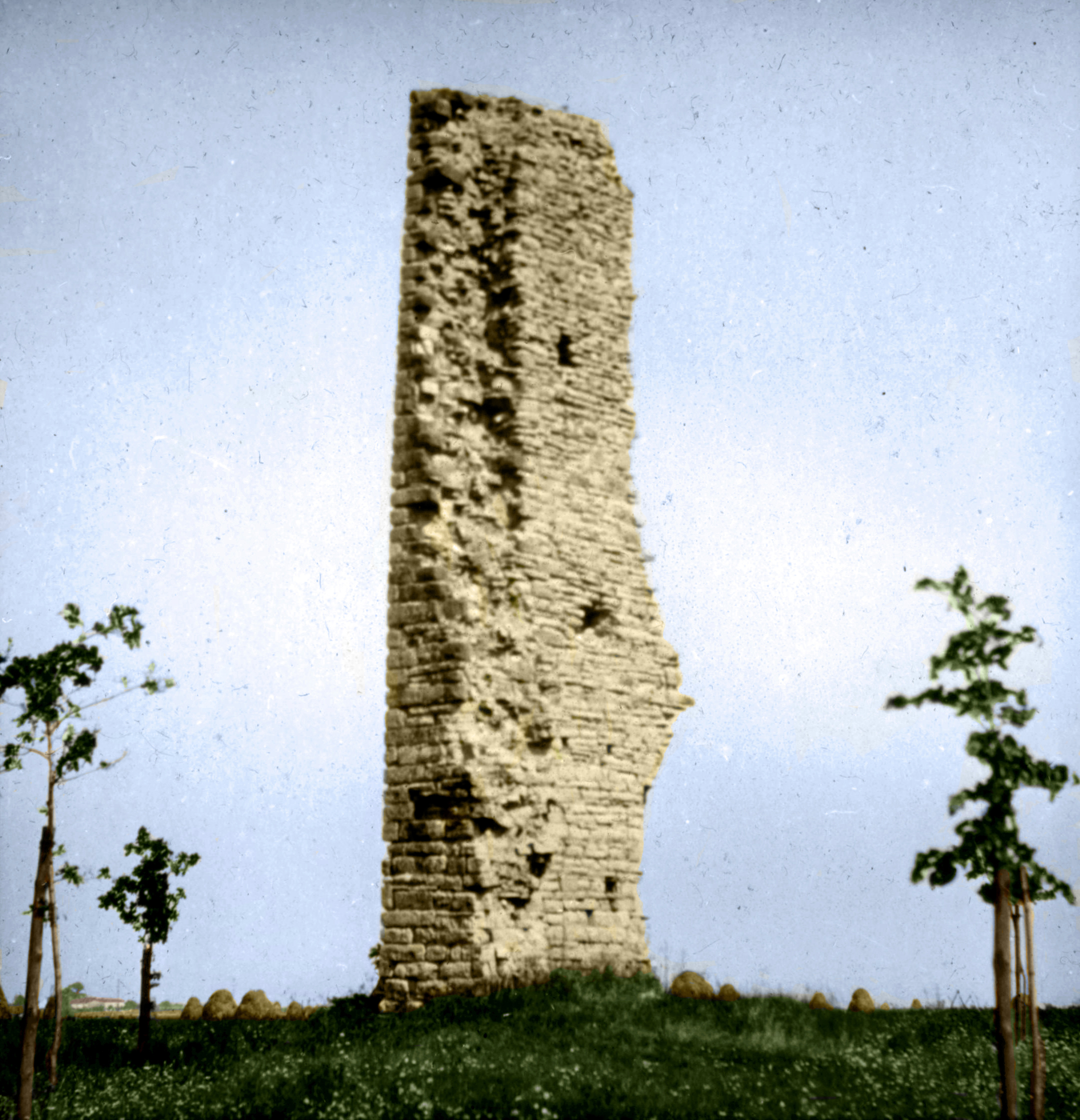
Nordseite Kirchturm Nalpke Anfang der 1930er Jahre

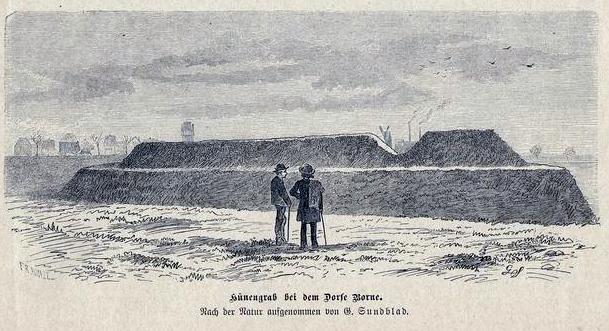
Postkarte mit Hünengrab bei Borne, gezeichnet von Gustav Sundblad (1835–1891)

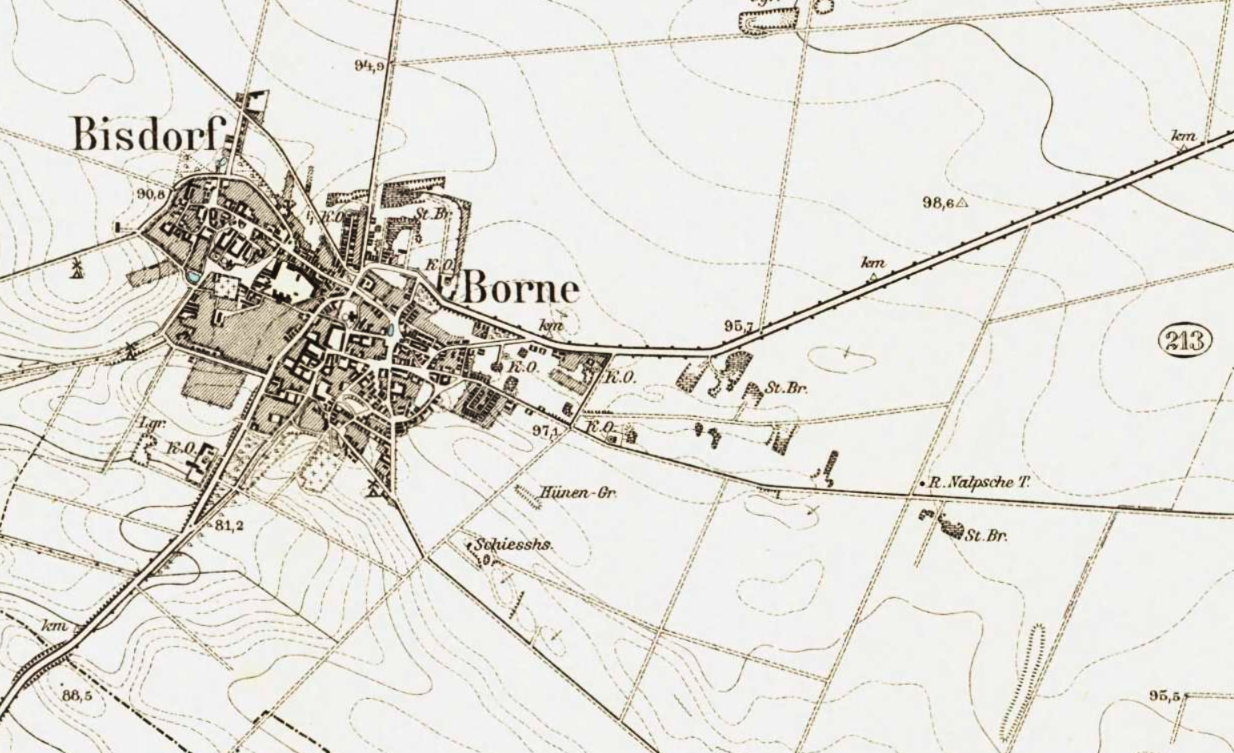
Standort Nalpkes mit Steinbruch sowie des Hünengrabes kurz vor Borne, 1902

Der alte Kirchturm wie auch das Hügelgrab „Langes Hoch“ nahe Nalpke wurden seit dem späten 19. Jahrhundert zunehmend Gegenstand des Interesses regionaler Geschichtsforschung aus Magdeburg und der näheren Umgebung. So kritisierte der Historiker Franz Winter bereits im Jahr 1874, dass im Hügelgrab Steine aus den Grabkammern gesprengt und entwendet sowie Erde abgetragen wurde, um diese anderweitig zu nutzen. 1882 wurde das Hügelgrab archäologisch untersucht, damals aber keine Ergebnisse publiziert.

Im 20. Jahrhundert engagierte sich dann Wolfgang Wanckel, Direktor der Speditions- und Elbschifffahrtskontors AG zu Schönebeck, mit mehreren Briefen an regionale Entscheider für den Erhalt und die Sicherung des Nalpkschen Turmes, der schließlich im Oktober 1931 instand gesetzt wurde. Im Magdeburger Generalanzeiger von 1931 ist dazu zu lesen:

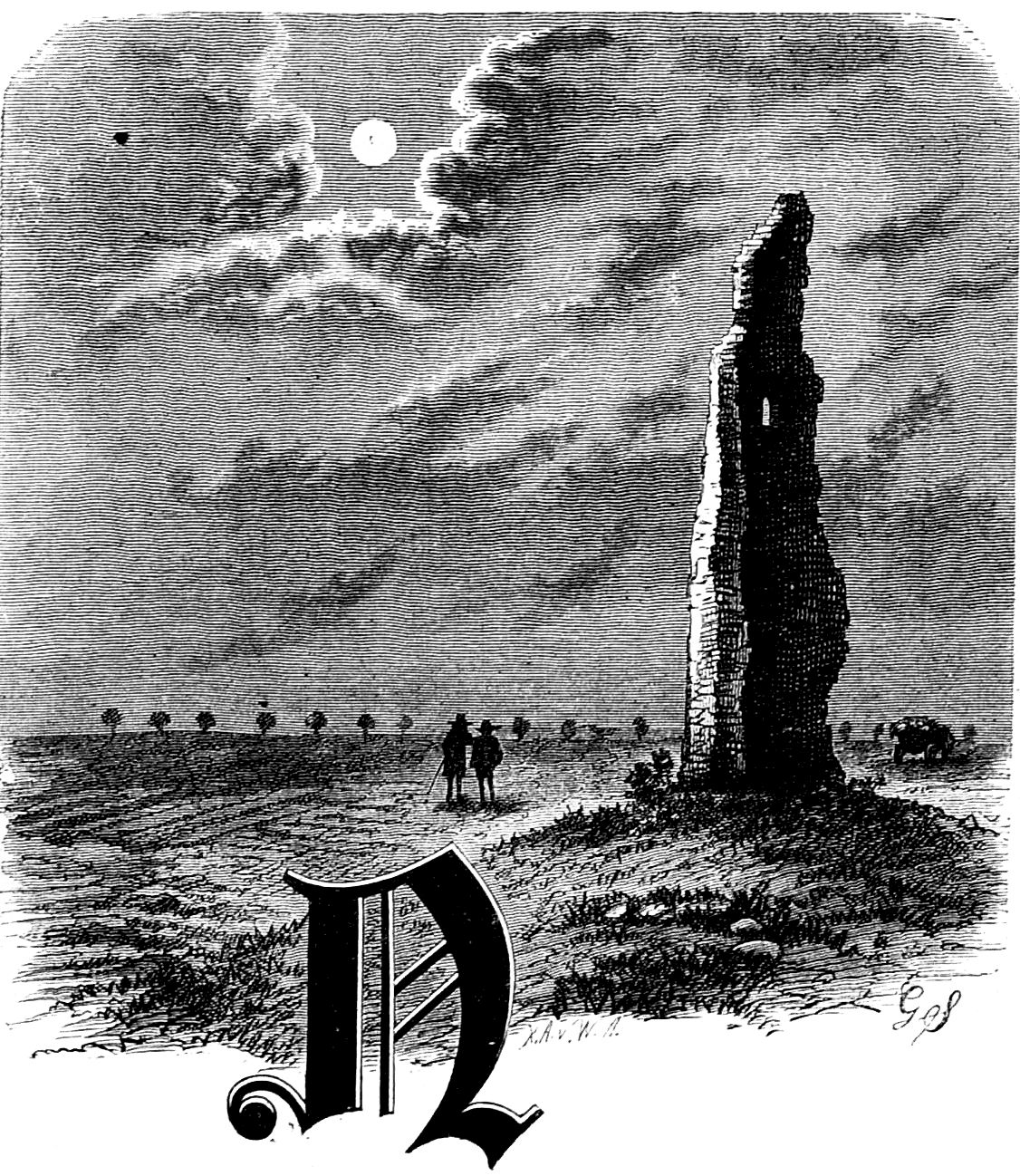
Zeichnung zum Beitrag Nalpke in der Ausgabe "Die Gartenlaube" von 1882, Gustav Sundblad (1835–1891)

„Im Zusammenhang mit der kommenden Jahrtausendfeier der Dörfer Borne und Bisdorf ist auch die Turmruine des vor etwa 600 Jahren wüst gewordenen Dorfes Nalbke (Navelbeke) Gegenstand lebhaften Interesses in den Gemeinden geworden. Die Ruine soll vor weiterem Verfall geschützt werden. Grabungen unter Leitung von cand. theol. Paul Bichtemann förderten bisher das nördliche Fundament der Kirche sowie einen Fußbodenbelag aus Steinplatten zutage. Die Grabungen werden fortgesetzt. Unsere Arbeitslosen haben dankenswerterweise ihre Kraft in den Dienst der Schaffung einer würdigen, mit Buschwerk umpflanzten Grünanlage auf der ehemaligen Kirchhofstätte gestellt.“
Der partiell freigelegte Fußbodenbelag der Kirche bestand aus rohen Kalksteinplatten. Da seitdem jedoch keine weiteren Grabungen stattfanden, blieb der Befund bisher fragmentarisch und bedarf weiterer wissenschaftlicher Untersuchungen bezüglich des Originalzustandes der Kirche.
Mittels Drohnentechnologie wurden inzwischen auch Luftaufnahmen von der näheren Umgebung des Kirchturms gemacht, deren genauere Auswertung jedoch noch aussteht.

## Namensbedeutung
Die Schreibweise änderte sich im Laufe der Zeit von Navelbeke, Navelboke, Nalbecke, Nallbecke, Nelebeke, Nalbeke, Nalbeck, Nalbke bis Nalpke sowie Alpke (Volksmund).
Über die Wortbedeutung kann nur spekuliert werden. Im Mittelniederdeutschen kann „navel“ beispielsweise Nabel oder (Rad-)Narbe bedeuten. Das Wort „nalen“ dagegen kann sich „annähern“ oder auch „sich aneignen“ und „sich etwas zu eigen machen“ meinen.
Mit dem Begriff „beck“ kann Schnabel oder Maul gemeint sein. Mit „becken“ dagegen kann wie im Deutschen das Becken gemeint sein.
Die regionale Verbreitung von Steinbrüchen, welche auch für den Ort Nalpke belegt ist, könnte insofern auf die Aneignung oder Nähe eines Steinbruch(beckens) für die Namensgebung hindeuten.

## Sagen und Mythen

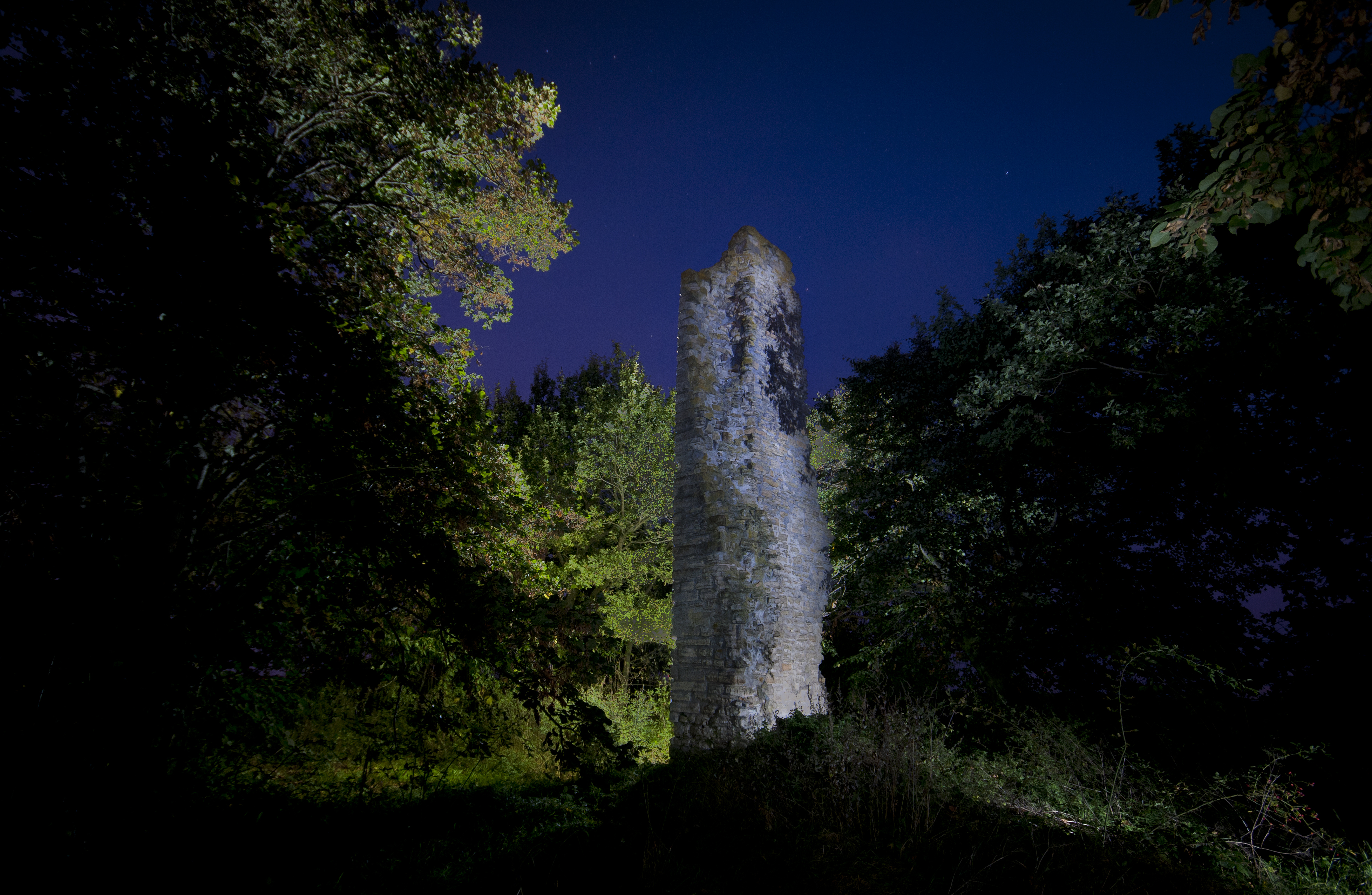
Nachtaufnahme des einstigen Kirchturms von Nalpke, 2011

1708 berichtet Pfarrer Prielmeyer von Borne an das Konsistorium in Magdeburg, dass das Kloster Unser Lieben Frauen auch das Patronat über Nalpke, als eines Filials von Borne, gehabt hat:
„Das Domkapitel habe aber vor 100 Jahren Nalpke eingenommen und da Steine zur Rothenföhrischen Wassermühle gebraucht wurden, wovon verschiedene Traditiones herumgehen, was bei Tage von diesen Steinen gebaut, des Nachts wieder eingefallen, deswegen sei der Turm zum Wahrzeichen noch stehen lassen.“
In der Ausgabe der Gartenlaube des Jahres 1882 wird dazu folgendes berichtet (Zitat):

„Kaum irgendwo giebt es so viele wüste Dorfstätten wie hier; finden sich deren auf vielen Feldmarken doch bis zu einem halben Dutzend. Bei Borne ragt als solch ein einsames Denkmal eines untergegangenen Dorfes der stark verwitterte Rest eines Kirchthurmes gegen 80 Fuß in die Höhe (vergl. das Initial am Anfang dieses Artikels). Das Dorf, zu dem er gehörte, hieß Nalbke und wird als wüste Stätte urkundlich schon 1509 erwähnt. Auch knüpfen sich einige Sagen an diese Ruine: wer an dem Thurm um Mitternacht der Jahreswende einen ganz schwarzen Kater trägt, der wird dort den leibhaftigen Gottseibeiuns treffen. Der tauscht ihm dann den Kater gegen ein blinkendes Geldstück um, welches für alle Zukunft immer wieder sofort in die Tasche der betreffenden Person zurückwandern wird, mag sie es ausgeben, so oft sie will. Leider ist das Geschäft mit dem „rothen Heinz“ aber nicht ohne Gefahr für Leib und Leben. Bringt ihm nämlich Jemand einen Kater mit einem einzigen weißen Härchen im Pelze, so ist’s um den Hals des armen Menschen geschehen.“

In der gleichen Ausgabe der Gartenlaube heißt es zum oben erwähnten Hünengrab:
„Im Hünengrabe haben, nach der Volkssage, Zwerge ihre Wohnstatt. Sie backen sich da unten selber ihr Brod, holen aber den Teig dazu frühmorgens von den Leuten in Borne.“